# Poesia comica
Nell'accezione scolastico-antologica della Storia della letteratura italiana delle origini, la poesia comico-realistica è individuata come quel genere che tratta alcune tematiche importanti, come la vita e l'amore, ma viste in una chiave meno spirituale, in contrapposizione, ad esempio, alla visione del Dolce stil novo.
In contrapposizione alla poesia d'alto stile della poesia lirica siciliana e del Dolce stil novo, nasce nel XIII secolo un movimento poetico che compone poesie con uno stile basso e con un linguaggio popolare.
Si diffonde soprattutto in Toscana, intorno al 1260.

## Le origini del genere
Molto probabilmente il racconto di tipo comico è nato nell'ambiente monastico come momento di distrazione e divertimento. Un'ampia raccolta di testi poetici comico-realistici per lo più in latino e risalente ai secoli XII-XIII è quella dei Carmina Burana, dal nome dell'abbazia da cui proviene il manoscritto che li tramanda: Benediktbeuern, in Germania. Sono  
circa trecento componenti, per lo più anonimi, scritti in latino e in antico tedesco dai goliardi, detti anche clerici vagantes, studenti che si spostavano da un'università all'altra e che spesso frequentavano più le taverne che le aule scolastiche. In Francia il filone comico trovò espressione nei fabliaux, mentre in Italia si sviluppò in Toscana e si espresse esclusivamente il sonetto.

## I temi
Vengono esaltati i piaceri del gioco, del vino, della taverna, delle feste.
Ricorrenti sono: l'anticlericalismo, l'amore nei suoi caratteri materiali, le lotte politiche.
Viene trattata anche l'aggressione personale di tipo caricaturale e satirico,  che assume il nome di vituperium, il cui specialista era Rustico Filippi.
Quasi sempre comunque prevale il tono comico o giocoso, la tendenza cioè allo scherzo, alla battuta di chi ride o vuol far ridere magari facendo ricorso all'insinuazione scurrile o all'oscenità vera e propria.

## Il linguaggio
Il linguaggio è sempre di registro basso e popolare, le situazioni affrontate sono quelle quotidiane e viene usato quasi sempre il sonetto.
Viene rovesciato il linguaggio cortese, sia impiegandolo in modo parodistico, sia soprattutto optando per soluzioni opposte, di tipo plebeo ed elegiaco.

## Esponenti
I maggiori esponenti sono Cecco Angiolieri, Rustico Filippi, Folgóre da San Gimignano. Questi poeti, pur appartenendo alla stessa borghesia cittadina da cui provenivano in buona parte anche gli stilnovisti, esprimono un punto di vista completamente diverso, improntato sul gusto per la critica sociale e per la provocazione.